# Conoidasida

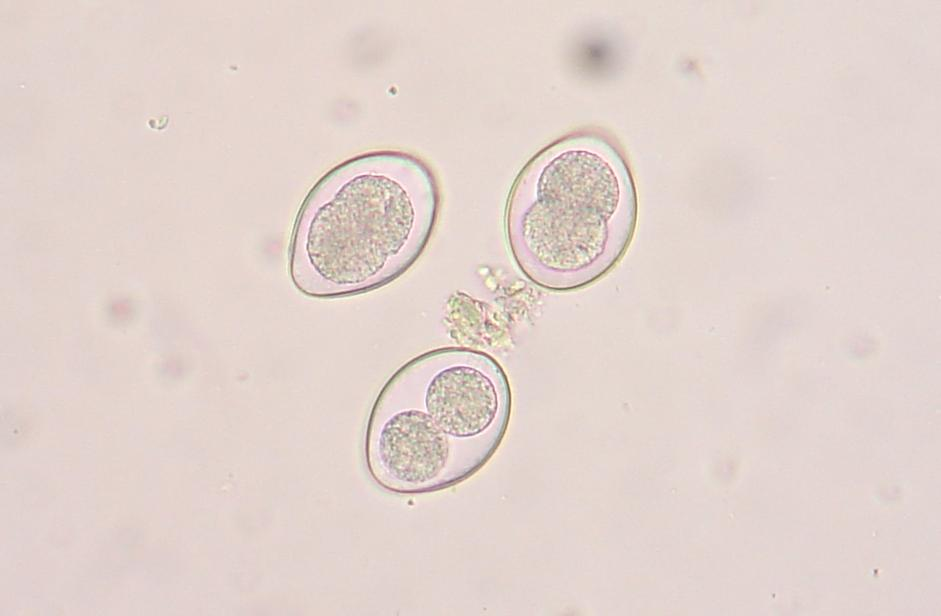
Coccidia-Oozysten in der Kotprobe einer Katze mit Untergewicht und Durchfall, was bereits auf eine Kokzidiose hindeutete.

Die Conoidasida sind neben den Aconoidasida eine der beiden Hauptklassen aus dem Phylum Apicomplexa der Alveolata. Die 1988 von dem amerikanischen Mikrobiologen Norman Dion Levine (1912–1999) eingeführte Untergliederung der Apicomplexa basiert auf dem (dauerhaften) Vorhandensein eines Conoids.
Die Conoidasida sind (fast) ausnahmslos einzellige Parasiten oder Parasitoide, die schwere Krankheiten bei Tieren und Menschen verursachen.
Die Conoidasida untergliedern sich in zwei Unterklassen, Coccidia (auch Coccidiasina, deutsch Kokzidien) und Gregarinasina (auch Gregarinia, deutsch Gregarinen).
Alle haben ein vollständiges, konkaves, kegelstumpfförmiges Conoid. Das Conoid ist eine röhrenförmige Struktur aus Spiralfibrillen, mit der die Einzeller die Zellmembran der Wirtszelle durchstechen können.
Alle Arten dieser Klasse können sich sowohl ungeschlechtlich als auch geschlechtlich vermehren.
Die Gregarinen parasitieren in der Regel Wirbellose, wobei ihre reifen Gameten außerhalb der Zellen des Wirtsorganismus leben,
während die Kokzidien hauptsächlich Wirbeltiere parasitieren und ihre Gameten innerhalb der Zelle (intrazellulärer) leben.

## Beschreibung
Die Klasse der Conoidasida ist charakterisiert durch folgende Eigenschaften:
- Als typische Apicomplexa besitzen sie alle Komponenten des apikalen Komplexes: apikaler (frontseitiger) Polringkomplex (ein oder mehrere ringförmige Bänder aus Mikrotubuli), Rhoptrien,[5] Mikroneme[6] und subpellikuläre (unter der Außenmembran befindliche) Mikrotubuli. Die Rhoptrien und Mikroneme genannten Vesikel sondern Enzyme ab, die es dem Parasiten ermöglichen in die Wirtszellen einzudringen.
Typischerweise ist bei den Conoidasida als Bestandteil des apikalen Komplexes meist ein Conoid genannter kegelstumpfartiger Trichter aus Fibrillen vorhanden.
- Die Vermehrung erfolgt wie bei den Apicomplexa üblich sowohl geschlechtlich – Gamogonie – als auch ungeschlechtlich – Zweiteilung, hier Schizogonie und im Spezialfall Sporogonie genannt: die Sporogonie erfolgt durch die Bildung von Oozysten mit infektiösen Sporozoiten.
- Die Fortbewegung erfolgt durch gleitend durch Beugung des Zellkörpers etwa in Form einer Wellenbewegung; Geißeln finden sich nur in den sog. Mikrogameten einiger Arten; bei bestimmten Arten werden auch Pseudopodien (Scheinfüßchen) zur Nahrungsaufnahme (Phagocytose) gebildet.

### Vermehrung
Der Vermehrungszyklus hat eine sexuelle und eine asexuelle Phase.
Die ungeschlechtliche Vermehrung erfolgt als Schizogonie / Merogonie (Spaltung) durch mehrfache mitotische Kernteilungen. Die dabei entstehenden Merozoiten befallen anschließend weitere Zellen und der Vorgang wiederholt sich. Im Anschluss an die ungeschlechtliche Vermehrungsphase bilden sich durch Gametogonie Geschlechtszellen (Gameten) in Form großer plasmareicher Makrogameten (weiblicher Gameten) und kleiner (manchmal begeißelter) Mikrogameten (männlicher Gameten).
Bei der geschlechtlichen Vermehrung umgibt sich die aus der Verschmelzung der Gameten entstehende Zygote (Eizelle) mit einer Hülle (Enzystierung) und wird zur Oozyste.

### Fortbewegung
Nur die Mikrogameten einiger Arten sind begeißelt. Die Fortbewegung anderer Gameten und anderer beweglicher Stadien erfolgt jedoch gleitend oder durch wellenförmige Beugung des flexiblen Zellkörpers. Einige Arten besitzen Scheinfüßchen (Pseudopodien), die sie aber nur bei der Phagozytose einsetzen.
Die aus der herkömmlichen Taxonomie definierte Gruppe ist wahrscheinlich nicht monophyletisch und die Unterteilung ist möglicherweise künstlich, d. h. bildet nicht immer die Verwandtschaftsverhältnisse und Phylogenie ab.

## Systematik
Die Conoidasida werden in zwei Unterklassen untergliedert, die Kokzidien (Coccidia) und die Gregarinen (Gregarinasina). Erstere sind typischerweise Parasiten bei Wirbeltieren, letztere bei Wirbellosen. Dazu kommen noch die Gruppen (Ordnungen) Protococcidiorida [Coelotrophiida] und (erstbeschrieben 2020) Corallicolida.
Wo nicht anders angegeben, ist die Quelle der folgenden Systematik die Taxonomie das National Center for Biotechnology Information (NCBI), ansonsten die vom Taxonomicon. Die werden Corallicolida und Ichthyocolids werden nach Bonacolta ,et al. (2024) wie die Eimeriorina den Kokzidien untergeordnet.
Klasse Conoidasida
- Unterklasse Coccidia Leuckart, 1879 [Coccidiasina] (Kokzidien) – Details siehe ielartikel
  - Ordnung Adeleida Léger, 1911[10] (in der NCBI-Taxonomie Apikomplexa incertae sedis)
  - Ordnung Eucoccidiorida [Eucoccidiida] mit Unterordnung Eimeriorina [Eimerida]
  - Ordnung Ixorheida Levine, 1984[10]
  - Ordnung Corallicolida Kwong et al., 2020[11][12][9] [Apicomplexan-Related Lineage V (ARL-V) oder Genotype-N[13]] – nicht im Taxonomicon, monotypisch in Familie Corallicolidae Kwong et al., 2020 [ehem. Gemmocystidae Upton & Peters, 1986, erweitert[14]] (Anthozoaphila, Corallicola, Gemmocystis[14])
  - Klade Ichthyocolids[9]

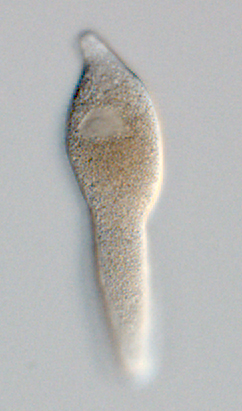
Lankesteria cystodytae (Gregarinasina), Trophozoite

- Unterklasse Gregarinasina Dufour, 1828 [Gregarinia] (Gregarinen)
  - Ordnung Archigregarinorida Grasse, 1953
  - Ordnung Arthrogregarida Cavalier-Smith, 2014[15]
  - Ordnung Cryptogregarida Cavalier-Smith, 2014 [Cryptogregarinorida]
  - Ordnung Eugregarinorida Léger, 1900 [Eugregarinida]
  - Ordnung Neogregarinorida Grassé, 1953

- Unterklasse Coelotrophia Cavalier-Smith, 2014[8] – nicht in der NCBI-Taxonomie
  - Ordnung Coelotrophiida Vivier, 1982[8] [Protococcidiorida Kheisin, 1956[1]]
    - Familie Eleutheroschizonidae Chatton & Villeneuve, 1936 (Eleutheroschizon)
    - Familie Myriosporidae Grassé, 1953 (Myriospora)
    - Familie Angeiocystidae Léger, 1911 (Angeiocystis)
    - Familie Grelliidae Levine, 1973 (Coelotropha, Grellia)
    - ohne Familienzuweisung (Sawayella)

## Phylogenie

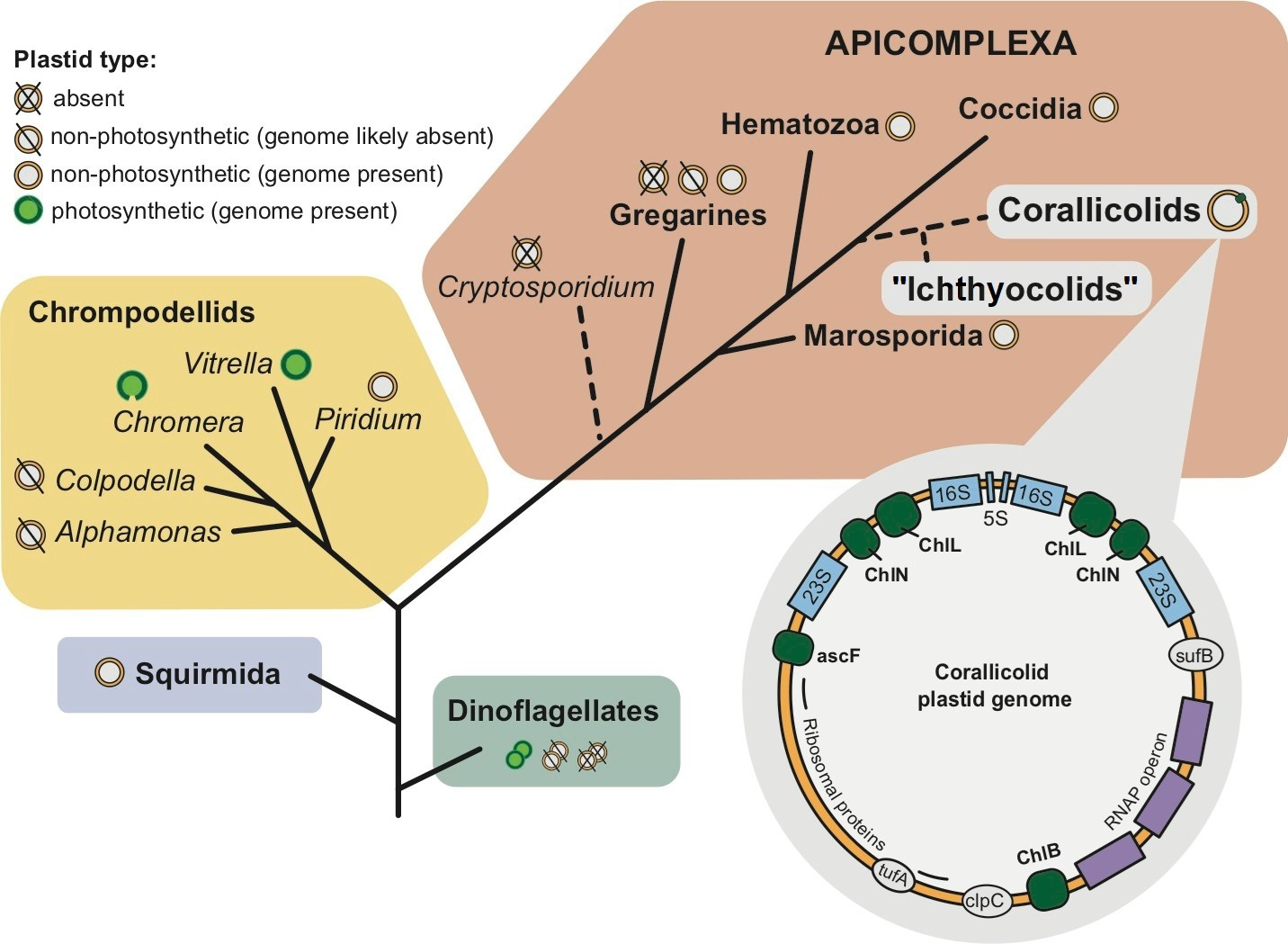
Phylogenie der Apicomplexa und Genomkarte des Apicoplasten der Corallicolida.

Die Phylogenie der Conoidasida und verwandter Apicomplexa nach Bonacolta et al. (Mai/Juni 2024) ist – um einige Bezeichnungen ergänzt – wie folgt:
|  | Eimeriorina                                                       |
|  |                                                                   |
|  | \| \| Ichthyocoliden \| \| \| \| \| \| Corallicoliden \| \| \| \| |
|  |                                                                   |
|  | Ichthyocoliden                                                    |
|  |                                                                   |
|  | Corallicoliden                                                    |
|  |                                                                   |

|  | Ichthyocoliden |
|  |                |
|  | Corallicoliden |
|  |                |

|  | Eimeriorina                                                       |
|  |                                                                   |
|  | \| \| Ichthyocoliden \| \| \| \| \| \| Corallicoliden \| \| \| \| |
|  |                                                                   |
|  | Ichthyocoliden                                                    |
|  |                                                                   |
|  | Corallicoliden                                                    |
|  |                                                                   |

|  | Ichthyocoliden |
|  |                |
|  | Corallicoliden |
|  |                |

|  | Eimeriorina                                                       |
|  |                                                                   |
|  | \| \| Ichthyocoliden \| \| \| \| \| \| Corallicoliden \| \| \| \| |
|  |                                                                   |
|  | Ichthyocoliden                                                    |
|  |                                                                   |
|  | Corallicoliden                                                    |
|  |                                                                   |

|  | Ichthyocoliden |
|  |                |
|  | Corallicoliden |
|  |                |

|  | Eimeriorina                                                       |
|  |                                                                   |
|  | \| \| Ichthyocoliden \| \| \| \| \| \| Corallicoliden \| \| \| \| |
|  |                                                                   |
|  | Ichthyocoliden                                                    |
|  |                                                                   |
|  | Corallicoliden                                                    |
|  |                                                                   |

|  | Ichthyocoliden |
|  |                |
|  | Corallicoliden |
|  |                |

|  | Eimeriorina                                                       |
|  |                                                                   |
|  | \| \| Ichthyocoliden \| \| \| \| \| \| Corallicoliden \| \| \| \| |
|  |                                                                   |
|  | Ichthyocoliden                                                    |
|  |                                                                   |
|  | Corallicoliden                                                    |
|  |                                                                   |

|  | Ichthyocoliden |
|  |                |
|  | Corallicoliden |
|  |                |

|  | Eimeriorina                                                       |
|  |                                                                   |
|  | \| \| Ichthyocoliden \| \| \| \| \| \| Corallicoliden \| \| \| \| |
|  |                                                                   |
|  | Ichthyocoliden                                                    |
|  |                                                                   |
|  | Corallicoliden                                                    |
|  |                                                                   |

|  | Ichthyocoliden |
|  |                |
|  | Corallicoliden |
|  |                |

|  | Eimeriorina                                                       |
|  |                                                                   |
|  | \| \| Ichthyocoliden \| \| \| \| \| \| Corallicoliden \| \| \| \| |
|  |                                                                   |
|  | Ichthyocoliden                                                    |
|  |                                                                   |
|  | Corallicoliden                                                    |
|  |                                                                   |

|  | Ichthyocoliden |
|  |                |
|  | Corallicoliden |
|  |                |

|  | Eimeriorina                                                       |
|  |                                                                   |
|  | \| \| Ichthyocoliden \| \| \| \| \| \| Corallicoliden \| \| \| \| |
|  |                                                                   |
|  | Ichthyocoliden                                                    |
|  |                                                                   |
|  | Corallicoliden                                                    |
|  |                                                                   |

|  | Ichthyocoliden |
|  |                |
|  | Corallicoliden |
|  |                |

|  | Eimeriorina                                                       |
|  |                                                                   |
|  | \| \| Ichthyocoliden \| \| \| \| \| \| Corallicoliden \| \| \| \| |
|  |                                                                   |
|  | Ichthyocoliden                                                    |
|  |                                                                   |
|  | Corallicoliden                                                    |
|  |                                                                   |

|  | Ichthyocoliden |
|  |                |
|  | Corallicoliden |
|  |                |

|  | Eimeriorina                                                       |
|  |                                                                   |
|  | \| \| Ichthyocoliden \| \| \| \| \| \| Corallicoliden \| \| \| \| |
|  |                                                                   |
|  | Ichthyocoliden                                                    |
|  |                                                                   |
|  | Corallicoliden                                                    |
|  |                                                                   |

|  | Ichthyocoliden |
|  |                |
|  | Corallicoliden |
|  |                |

|  | Eimeriorina                                                       |
|  |                                                                   |
|  | \| \| Ichthyocoliden \| \| \| \| \| \| Corallicoliden \| \| \| \| |
|  |                                                                   |
|  | Ichthyocoliden                                                    |
|  |                                                                   |
|  | Corallicoliden                                                    |
|  |                                                                   |

|  | Ichthyocoliden |
|  |                |
|  | Corallicoliden |
|  |                |

|  | Eimeriorina                                                       |
|  |                                                                   |
|  | \| \| Ichthyocoliden \| \| \| \| \| \| Corallicoliden \| \| \| \| |
|  |                                                                   |
|  | Ichthyocoliden                                                    |
|  |                                                                   |
|  | Corallicoliden                                                    |
|  |                                                                   |

|  | Ichthyocoliden |
|  |                |
|  | Corallicoliden |
|  |                |

|  | Eimeriorina                                                       |
|  |                                                                   |
|  | \| \| Ichthyocoliden \| \| \| \| \| \| Corallicoliden \| \| \| \| |
|  |                                                                   |
|  | Ichthyocoliden                                                    |
|  |                                                                   |
|  | Corallicoliden                                                    |
|  |                                                                   |

|  | Ichthyocoliden |
|  |                |
|  | Corallicoliden |
|  |                |

|  | Eimeriorina                                                       |
|  |                                                                   |
|  | \| \| Ichthyocoliden \| \| \| \| \| \| Corallicoliden \| \| \| \| |
|  |                                                                   |
|  | Ichthyocoliden                                                    |
|  |                                                                   |
|  | Corallicoliden                                                    |
|  |                                                                   |

|  | Ichthyocoliden |
|  |                |
|  | Corallicoliden |
|  |                |

|  | Eimeriorina                                                       |
|  |                                                                   |
|  | \| \| Ichthyocoliden \| \| \| \| \| \| Corallicoliden \| \| \| \| |
|  |                                                                   |
|  | Ichthyocoliden                                                    |
|  |                                                                   |
|  | Corallicoliden                                                    |
|  |                                                                   |

|  | Ichthyocoliden |
|  |                |
|  | Corallicoliden |
|  |                |

|  | Eimeriorina                                                       |
|  |                                                                   |
|  | \| \| Ichthyocoliden \| \| \| \| \| \| Corallicoliden \| \| \| \| |
|  |                                                                   |
|  | Ichthyocoliden                                                    |
|  |                                                                   |
|  | Corallicoliden                                                    |
|  |                                                                   |

|  | Ichthyocoliden |
|  |                |
|  | Corallicoliden |
|  |                |

|  | Eimeriorina                                                       |
|  |                                                                   |
|  | \| \| Ichthyocoliden \| \| \| \| \| \| Corallicoliden \| \| \| \| |
|  |                                                                   |
|  | Ichthyocoliden                                                    |
|  |                                                                   |
|  | Corallicoliden                                                    |
|  |                                                                   |

|  | Ichthyocoliden |
|  |                |
|  | Corallicoliden |
|  |                |

|  | Eimeriorina                                                       |
|  |                                                                   |
|  | \| \| Ichthyocoliden \| \| \| \| \| \| Corallicoliden \| \| \| \| |
|  |                                                                   |
|  | Ichthyocoliden                                                    |
|  |                                                                   |
|  | Corallicoliden                                                    |
|  |                                                                   |

|  | Ichthyocoliden |
|  |                |
|  | Corallicoliden |
|  |                |

|  | Eimeriorina                                                       |
|  |                                                                   |
|  | \| \| Ichthyocoliden \| \| \| \| \| \| Corallicoliden \| \| \| \| |
|  |                                                                   |
|  | Ichthyocoliden                                                    |
|  |                                                                   |
|  | Corallicoliden                                                    |
|  |                                                                   |

|  | Ichthyocoliden |
|  |                |
|  | Corallicoliden |
|  |                |

|  | Eimeriorina                                                       |
|  |                                                                   |
|  | \| \| Ichthyocoliden \| \| \| \| \| \| Corallicoliden \| \| \| \| |
|  |                                                                   |
|  | Ichthyocoliden                                                    |
|  |                                                                   |
|  | Corallicoliden                                                    |
|  |                                                                   |

|  | Ichthyocoliden |
|  |                |
|  | Corallicoliden |
|  |                |

|  | Eimeriorina                                                       |
|  |                                                                   |
|  | \| \| Ichthyocoliden \| \| \| \| \| \| Corallicoliden \| \| \| \| |
|  |                                                                   |
|  | Ichthyocoliden                                                    |
|  |                                                                   |
|  | Corallicoliden                                                    |
|  |                                                                   |

|  | Ichthyocoliden |
|  |                |
|  | Corallicoliden |
|  |                |

|  | Eimeriorina                                                       |
|  |                                                                   |
|  | \| \| Ichthyocoliden \| \| \| \| \| \| Corallicoliden \| \| \| \| |
|  |                                                                   |
|  | Ichthyocoliden                                                    |
|  |                                                                   |
|  | Corallicoliden                                                    |
|  |                                                                   |

|  | Ichthyocoliden |
|  |                |
|  | Corallicoliden |
|  |                |

|  | Eimeriorina                                                       |
|  |                                                                   |
|  | \| \| Ichthyocoliden \| \| \| \| \| \| Corallicoliden \| \| \| \| |
|  |                                                                   |
|  | Ichthyocoliden                                                    |
|  |                                                                   |
|  | Corallicoliden                                                    |
|  |                                                                   |

|  | Ichthyocoliden |
|  |                |
|  | Corallicoliden |
|  |                |

|  | Eimeriorina                                                       |
|  |                                                                   |
|  | \| \| Ichthyocoliden \| \| \| \| \| \| Corallicoliden \| \| \| \| |
|  |                                                                   |
|  | Ichthyocoliden                                                    |
|  |                                                                   |
|  | Corallicoliden                                                    |
|  |                                                                   |

|  | Ichthyocoliden |
|  |                |
|  | Corallicoliden |
|  |                |

|  | Eimeriorina                                                       |
|  |                                                                   |
|  | \| \| Ichthyocoliden \| \| \| \| \| \| Corallicoliden \| \| \| \| |
|  |                                                                   |
|  | Ichthyocoliden                                                    |
|  |                                                                   |
|  | Corallicoliden                                                    |
|  |                                                                   |

|  | Ichthyocoliden |
|  |                |
|  | Corallicoliden |
|  |                |

|  | Eimeriorina                                                       |
|  |                                                                   |
|  | \| \| Ichthyocoliden \| \| \| \| \| \| Corallicoliden \| \| \| \| |
|  |                                                                   |
|  | Ichthyocoliden                                                    |
|  |                                                                   |
|  | Corallicoliden                                                    |
|  |                                                                   |

|  | Ichthyocoliden |
|  |                |
|  | Corallicoliden |
|  |                |

|  | Eimeriorina                                                       |
|  |                                                                   |
|  | \| \| Ichthyocoliden \| \| \| \| \| \| Corallicoliden \| \| \| \| |
|  |                                                                   |
|  | Ichthyocoliden                                                    |
|  |                                                                   |
|  | Corallicoliden                                                    |
|  |                                                                   |

|  | Ichthyocoliden |
|  |                |
|  | Corallicoliden |
|  |                |

|  | Eimeriorina                                                       |
|  |                                                                   |
|  | \| \| Ichthyocoliden \| \| \| \| \| \| Corallicoliden \| \| \| \| |
|  |                                                                   |
|  | Ichthyocoliden                                                    |
|  |                                                                   |
|  | Corallicoliden                                                    |
|  |                                                                   |

|  | Ichthyocoliden |
|  |                |
|  | Corallicoliden |
|  |                |

|  | Eimeriorina                                                       |
|  |                                                                   |
|  | \| \| Ichthyocoliden \| \| \| \| \| \| Corallicoliden \| \| \| \| |
|  |                                                                   |
|  | Ichthyocoliden                                                    |
|  |                                                                   |
|  | Corallicoliden                                                    |
|  |                                                                   |

|  | Ichthyocoliden |
|  |                |
|  | Corallicoliden |
|  |                |

|  | Eimeriorina                                                       |
|  |                                                                   |
|  | \| \| Ichthyocoliden \| \| \| \| \| \| Corallicoliden \| \| \| \| |
|  |                                                                   |
|  | Ichthyocoliden                                                    |
|  |                                                                   |
|  | Corallicoliden                                                    |
|  |                                                                   |

|  | Ichthyocoliden |
|  |                |
|  | Corallicoliden |
|  |                |

|  | Eimeriorina                                                       |
|  |                                                                   |
|  | \| \| Ichthyocoliden \| \| \| \| \| \| Corallicoliden \| \| \| \| |
|  |                                                                   |
|  | Ichthyocoliden                                                    |
|  |                                                                   |
|  | Corallicoliden                                                    |
|  |                                                                   |

|  | Ichthyocoliden |
|  |                |
|  | Corallicoliden |
|  |                |

|  | Eimeriorina                                                       |
|  |                                                                   |
|  | \| \| Ichthyocoliden \| \| \| \| \| \| Corallicoliden \| \| \| \| |
|  |                                                                   |
|  | Ichthyocoliden                                                    |
|  |                                                                   |
|  | Corallicoliden                                                    |
|  |                                                                   |

|  | Ichthyocoliden |
|  |                |
|  | Corallicoliden |
|  |                |

|  | Eimeriorina                                                       |
|  |                                                                   |
|  | \| \| Ichthyocoliden \| \| \| \| \| \| Corallicoliden \| \| \| \| |
|  |                                                                   |
|  | Ichthyocoliden                                                    |
|  |                                                                   |
|  | Corallicoliden                                                    |
|  |                                                                   |

|  | Ichthyocoliden |
|  |                |
|  | Corallicoliden |
|  |                |

|  | Eimeriorina                                                       |
|  |                                                                   |
|  | \| \| Ichthyocoliden \| \| \| \| \| \| Corallicoliden \| \| \| \| |
|  |                                                                   |
|  | Ichthyocoliden                                                    |
|  |                                                                   |
|  | Corallicoliden                                                    |
|  |                                                                   |

|  | Ichthyocoliden |
|  |                |
|  | Corallicoliden |
|  |                |

|  | Eimeriorina                                                       |
|  |                                                                   |
|  | \| \| Ichthyocoliden \| \| \| \| \| \| Corallicoliden \| \| \| \| |
|  |                                                                   |
|  | Ichthyocoliden                                                    |
|  |                                                                   |
|  | Corallicoliden                                                    |
|  |                                                                   |

|  | Ichthyocoliden |
|  |                |
|  | Corallicoliden |
|  |                |

|  | Eimeriorina                                                       |
|  |                                                                   |
|  | \| \| Ichthyocoliden \| \| \| \| \| \| Corallicoliden \| \| \| \| |
|  |                                                                   |
|  | Ichthyocoliden                                                    |
|  |                                                                   |
|  | Corallicoliden                                                    |
|  |                                                                   |

|  | Ichthyocoliden |
|  |                |
|  | Corallicoliden |
|  |                |

|  | Eimeriorina                                                       |
|  |                                                                   |
|  | \| \| Ichthyocoliden \| \| \| \| \| \| Corallicoliden \| \| \| \| |
|  |                                                                   |
|  | Ichthyocoliden                                                    |
|  |                                                                   |
|  | Corallicoliden                                                    |
|  |                                                                   |

|  | Ichthyocoliden |
|  |                |
|  | Corallicoliden |
|  |                |

|  | Eimeriorina                                                       |
|  |                                                                   |
|  | \| \| Ichthyocoliden \| \| \| \| \| \| Corallicoliden \| \| \| \| |
|  |                                                                   |
|  | Ichthyocoliden                                                    |
|  |                                                                   |
|  | Corallicoliden                                                    |
|  |                                                                   |

|  | Ichthyocoliden |
|  |                |
|  | Corallicoliden |
|  |                |

|  | Eimeriorina                                                       |
|  |                                                                   |
|  | \| \| Ichthyocoliden \| \| \| \| \| \| Corallicoliden \| \| \| \| |
|  |                                                                   |
|  | Ichthyocoliden                                                    |
|  |                                                                   |
|  | Corallicoliden                                                    |
|  |                                                                   |

|  | Ichthyocoliden |
|  |                |
|  | Corallicoliden |
|  |                |

|  | Eimeriorina                                                       |
|  |                                                                   |
|  | \| \| Ichthyocoliden \| \| \| \| \| \| Corallicoliden \| \| \| \| |
|  |                                                                   |
|  | Ichthyocoliden                                                    |
|  |                                                                   |
|  | Corallicoliden                                                    |
|  |                                                                   |

|  | Ichthyocoliden |
|  |                |
|  | Corallicoliden |
|  |                |

|  | Eimeriorina                                                       |
|  |                                                                   |
|  | \| \| Ichthyocoliden \| \| \| \| \| \| Corallicoliden \| \| \| \| |
|  |                                                                   |
|  | Ichthyocoliden                                                    |
|  |                                                                   |
|  | Corallicoliden                                                    |
|  |                                                                   |

|  | Ichthyocoliden |
|  |                |
|  | Corallicoliden |
|  |                |

|  | Eimeriorina                                                       |
|  |                                                                   |
|  | \| \| Ichthyocoliden \| \| \| \| \| \| Corallicoliden \| \| \| \| |
|  |                                                                   |
|  | Ichthyocoliden                                                    |
|  |                                                                   |
|  | Corallicoliden                                                    |
|  |                                                                   |

|  | Ichthyocoliden |
|  |                |
|  | Corallicoliden |
|  |                |

|  | Eimeriorina                                                       |
|  |                                                                   |
|  | \| \| Ichthyocoliden \| \| \| \| \| \| Corallicoliden \| \| \| \| |
|  |                                                                   |
|  | Ichthyocoliden                                                    |
|  |                                                                   |
|  | Corallicoliden                                                    |
|  |                                                                   |

|  | Ichthyocoliden |
|  |                |
|  | Corallicoliden |
|  |                |

|  | Eimeriorina                                                       |
|  |                                                                   |
|  | \| \| Ichthyocoliden \| \| \| \| \| \| Corallicoliden \| \| \| \| |
|  |                                                                   |
|  | Ichthyocoliden                                                    |
|  |                                                                   |
|  | Corallicoliden                                                    |
|  |                                                                   |

|  | Ichthyocoliden |
|  |                |
|  | Corallicoliden |
|  |                |

|  | Eimeriorina                                                       |
|  |                                                                   |
|  | \| \| Ichthyocoliden \| \| \| \| \| \| Corallicoliden \| \| \| \| |
|  |                                                                   |
|  | Ichthyocoliden                                                    |
|  |                                                                   |
|  | Corallicoliden                                                    |
|  |                                                                   |

|  | Ichthyocoliden |
|  |                |
|  | Corallicoliden |
|  |                |

|  | Eimeriorina                                                       |
|  |                                                                   |
|  | \| \| Ichthyocoliden \| \| \| \| \| \| Corallicoliden \| \| \| \| |
|  |                                                                   |
|  | Ichthyocoliden                                                    |
|  |                                                                   |
|  | Corallicoliden                                                    |
|  |                                                                   |

|  | Ichthyocoliden |
|  |                |
|  | Corallicoliden |
|  |                |

|  | Eimeriorina                                                       |
|  |                                                                   |
|  | \| \| Ichthyocoliden \| \| \| \| \| \| Corallicoliden \| \| \| \| |
|  |                                                                   |
|  | Ichthyocoliden                                                    |
|  |                                                                   |
|  | Corallicoliden                                                    |
|  |                                                                   |

|  | Ichthyocoliden |
|  |                |
|  | Corallicoliden |
|  |                |

|  | Eimeriorina                                                       |
|  |                                                                   |
|  | \| \| Ichthyocoliden \| \| \| \| \| \| Corallicoliden \| \| \| \| |
|  |                                                                   |
|  | Ichthyocoliden                                                    |
|  |                                                                   |
|  | Corallicoliden                                                    |
|  |                                                                   |

|  | Ichthyocoliden |
|  |                |
|  | Corallicoliden |
|  |                |

|  | Eimeriorina                                                       |
|  |                                                                   |
|  | \| \| Ichthyocoliden \| \| \| \| \| \| Corallicoliden \| \| \| \| |
|  |                                                                   |
|  | Ichthyocoliden                                                    |
|  |                                                                   |
|  | Corallicoliden                                                    |
|  |                                                                   |

|  | Ichthyocoliden |
|  |                |
|  | Corallicoliden |
|  |                |

|  | Eimeriorina                                                       |
|  |                                                                   |
|  | \| \| Ichthyocoliden \| \| \| \| \| \| Corallicoliden \| \| \| \| |
|  |                                                                   |
|  | Ichthyocoliden                                                    |
|  |                                                                   |
|  | Corallicoliden                                                    |
|  |                                                                   |

|  | Ichthyocoliden |
|  |                |
|  | Corallicoliden |
|  |                |

|  | Eimeriorina                                                       |
|  |                                                                   |
|  | \| \| Ichthyocoliden \| \| \| \| \| \| Corallicoliden \| \| \| \| |
|  |                                                                   |
|  | Ichthyocoliden                                                    |
|  |                                                                   |
|  | Corallicoliden                                                    |
|  |                                                                   |

|  | Ichthyocoliden |
|  |                |
|  | Corallicoliden |
|  |                |

|  | Eimeriorina                                                       |
|  |                                                                   |
|  | \| \| Ichthyocoliden \| \| \| \| \| \| Corallicoliden \| \| \| \| |
|  |                                                                   |
|  | Ichthyocoliden                                                    |
|  |                                                                   |
|  | Corallicoliden                                                    |
|  |                                                                   |

|  | Ichthyocoliden |
|  |                |
|  | Corallicoliden |
|  |                |

|  | Eimeriorina                                                       |
|  |                                                                   |
|  | \| \| Ichthyocoliden \| \| \| \| \| \| Corallicoliden \| \| \| \| |
|  |                                                                   |
|  | Ichthyocoliden                                                    |
|  |                                                                   |
|  | Corallicoliden                                                    |
|  |                                                                   |

|  | Ichthyocoliden |
|  |                |
|  | Corallicoliden |
|  |                |

|  | Eimeriorina                                                       |
|  |                                                                   |
|  | \| \| Ichthyocoliden \| \| \| \| \| \| Corallicoliden \| \| \| \| |
|  |                                                                   |
|  | Ichthyocoliden                                                    |
|  |                                                                   |
|  | Corallicoliden                                                    |
|  |                                                                   |

|  | Ichthyocoliden |
|  |                |
|  | Corallicoliden |
|  |                |

|  | Eimeriorina                                                       |
|  |                                                                   |
|  | \| \| Ichthyocoliden \| \| \| \| \| \| Corallicoliden \| \| \| \| |
|  |                                                                   |
|  | Ichthyocoliden                                                    |
|  |                                                                   |
|  | Corallicoliden                                                    |
|  |                                                                   |

|  | Ichthyocoliden |
|  |                |
|  | Corallicoliden |
|  |                |

|  | Eimeriorina                                                       |
|  |                                                                   |
|  | \| \| Ichthyocoliden \| \| \| \| \| \| Corallicoliden \| \| \| \| |
|  |                                                                   |
|  | Ichthyocoliden                                                    |
|  |                                                                   |
|  | Corallicoliden                                                    |
|  |                                                                   |

|  | Ichthyocoliden |
|  |                |
|  | Corallicoliden |
|  |                |

|  | Eimeriorina                                                       |
|  |                                                                   |
|  | \| \| Ichthyocoliden \| \| \| \| \| \| Corallicoliden \| \| \| \| |
|  |                                                                   |
|  | Ichthyocoliden                                                    |
|  |                                                                   |
|  | Corallicoliden                                                    |
|  |                                                                   |

|  | Ichthyocoliden |
|  |                |
|  | Corallicoliden |
|  |                |

|  | Eimeriorina                                                       |
|  |                                                                   |
|  | \| \| Ichthyocoliden \| \| \| \| \| \| Corallicoliden \| \| \| \| |
|  |                                                                   |
|  | Ichthyocoliden                                                    |
|  |                                                                   |
|  | Corallicoliden                                                    |
|  |                                                                   |

|  | Ichthyocoliden |
|  |                |
|  | Corallicoliden |
|  |                |

|  | Eimeriorina                                                       |
|  |                                                                   |
|  | \| \| Ichthyocoliden \| \| \| \| \| \| Corallicoliden \| \| \| \| |
|  |                                                                   |
|  | Ichthyocoliden                                                    |
|  |                                                                   |
|  | Corallicoliden                                                    |
|  |                                                                   |

|  | Ichthyocoliden |
|  |                |
|  | Corallicoliden |
|  |                |

|  | Eimeriorina                                                       |
|  |                                                                   |
|  | \| \| Ichthyocoliden \| \| \| \| \| \| Corallicoliden \| \| \| \| |
|  |                                                                   |
|  | Ichthyocoliden                                                    |
|  |                                                                   |
|  | Corallicoliden                                                    |
|  |                                                                   |

|  | Ichthyocoliden |
|  |                |
|  | Corallicoliden |
|  |                |

|  | Eimeriorina                                                       |
|  |                                                                   |
|  | \| \| Ichthyocoliden \| \| \| \| \| \| Corallicoliden \| \| \| \| |
|  |                                                                   |
|  | Ichthyocoliden                                                    |
|  |                                                                   |
|  | Corallicoliden                                                    |
|  |                                                                   |

|  | Ichthyocoliden |
|  |                |
|  | Corallicoliden |
|  |                |

|  | Eimeriorina                                                       |
|  |                                                                   |
|  | \| \| Ichthyocoliden \| \| \| \| \| \| Corallicoliden \| \| \| \| |
|  |                                                                   |
|  | Ichthyocoliden                                                    |
|  |                                                                   |
|  | Corallicoliden                                                    |
|  |                                                                   |

|  | Ichthyocoliden |
|  |                |
|  | Corallicoliden |
|  |                |

|  | Eimeriorina                                                       |
|  |                                                                   |
|  | \| \| Ichthyocoliden \| \| \| \| \| \| Corallicoliden \| \| \| \| |
|  |                                                                   |
|  | Ichthyocoliden                                                    |
|  |                                                                   |
|  | Corallicoliden                                                    |
|  |                                                                   |

|  | Ichthyocoliden |
|  |                |
|  | Corallicoliden |
|  |                |

|  | Eimeriorina                                                       |
|  |                                                                   |
|  | \| \| Ichthyocoliden \| \| \| \| \| \| Corallicoliden \| \| \| \| |
|  |                                                                   |
|  | Ichthyocoliden                                                    |
|  |                                                                   |
|  | Corallicoliden                                                    |
|  |                                                                   |

|  | Ichthyocoliden |
|  |                |
|  | Corallicoliden |
|  |                |

Bemerkenswert ist die Position der Kryptogregarinen (mit Cryptosporidium) bzw. aller (restlichen) Gregarinen abseits der Conoidasida, denn herkömmlich werden sie der Kokzidien untergeordnet. 
Die Gattungen Digyalum, Filipodium und Platyproteum (bisher in der Gregarinen-Familie Selenidiidae) werden gar in einer Gruppe Squirmida der Myzozoa außerhalb der Apicomplexa gesehen, nicht aber die Typusgattung Selenidium selbst; siehe Danja Currie-Olsen & Brian S. Leander (2024).
Eine ausführliche Phylogenie der Apicomplexa findet man bei Bonacolta et al.(Mai/Juni 2024), Abb. 4.